# Jangiskain
Jangiskain (ros. Янгискаин) – wieś (sieło) w Rosji, w Baszkortostanie, w rejonie gafurijskim. W 2010 liczyła 888 mieszkańców.